# Google Web Designer
Google Web Designer ist ein Freeware-HTML-Editor von Google für Windows, macOS und Linux, mit der auch ohne Programmierkenntnisse über eine integrierte visuelle und codebasierte Benutzeroberfläche Webseiten, interaktive HTML5-Werbeanzeigen und andere HTML5-Elemente entworfen und erstellt werden können. Über die WYSIWYG-Benutzeroberfläche von Google Web Designer kann Content mit gängigen Design-Tools, z. B. einem Text-Tool, in das Google Web Fonts integriert werden können, einem Formen-Werkzeug, einem Zeichentool und 3D-Objekten erstellt werden. Das Werbetool enthält Komponenten zum Hinzufügen von Google Maps, YouTube-Videos und Tracking-Code-Ereignissen für DoubleClick und AdMob. Ereignisse lassen sich auf einer Zeitachse mithilfe von Keyframes animieren. Die Codeansicht verfügt zur Bearbeitung von HTML-, CSS-, JavaScript- und XML-Dateien über eine Syntaxhervorhebungs- und Autovervollständigungsfunktion. Über eine Komponentenbibliothek lassen sich Bildergalerien, Videos und Straßenkarten einbinden. CSS-Präfixe lassen sich komprimieren.